# Dufourea tridentata
Dufourea tridentata là một loài Hymenoptera trong họ Halictidae. Loài này được Wu mô tả khoa học năm 1987.